# Severiano Melo (ort)
Severiano Melo är en ort i Brasilien.   Den ligger i kommunen Severiano Melo och delstaten Rio Grande do Norte, i den östra delen av landet, 1 600 km nordost om huvudstaden Brasília. Severiano Melo ligger 150 meter över havet och antalet invånare är 2 503.
Terrängen runt Severiano Melo är platt. Runt Severiano Melo är det ganska glesbefolkat, med 32 invånare per kvadratkilometer.. Det finns inga andra samhällen i närheten.
Omgivningarna runt Severiano Melo är huvudsakligen savann.